# Krušinec
Krušinec (in ungherese Körösény) è un comune della Slovacchia facente parte del distretto di Stropkov, nella regione di Prešov.